# Bona caça
Bona caça (títol original en alemany, Waidmannsheil) és un telefilm alemany de Felix Herzogenrath del 2018. És la sisena entrega de la sèrie de pel·lícules de ficció criminal d'ARD Més enllà del Nord amb Hinnerk Schönemann i Henny Reents en els papers principals. S'ha doblat al valencià per a À Punt, que va emetre'l per primer cop el 16 de juny de 2024.
El film es va rodar del 3 de maig a l'1 de juny de 2016 a Travemünde amb la península de Priwall, a l'illa de Fehmarn i a Hamburg i els seus voltants.
La primera emissió el 18 de gener de 2018 a Das Erste va assolir 6,67 milions d'espectadors i una quota de pantalla del 20,2 %.